# Juan Francisco Urquidi
Juan Francisco Urquidi (* 1880 in Mexiko-Stadt) war ein mexikanischer Botschafter.

## Leben
Juan Francisco Urquidi war der Bruder von Manuel Urquidi.
Juan Francisco Urquidi studierte in den Boston Bauingenieurwesen und Manuel Urquidi in Philadelphia Elektrotechnik. Francisco kam 1900 auf die Preparatoria técnica.
Juan Francisco Urquidi war im Poririat bei der Wasserversorgung von Mexiko-Stadt beschäftigt.
1910 wurden die Brüder Urquidi, Alberto J. Pani sowie Luis und Leopoldo Zamora Anhänger von Madero.
1914 migrierte Juan Francisco Urquidi nach New York City in und richtete dort ein „Confidential Agency“ der Constitutionalistas ein.
Juan Francisco Urquidi heiratete Mary Bingham de Urquidi.
Im Mai 1919 war Juan Francisco Urquidi in Paris akkreditiert als Mary Bingham de Urquidi den Sohn Víctor zur Welt brachte. Nachdem er die Regierung Caranzza in Washington vertreten hatte, ging er New York City, wo er eine spanischsprachige Zeitung verlegte.
1921 war Juan Francisco Urquidi in London akkreditiert als Mary Bingham de Urquidi die Tochter María zur Welt brachte. 1923 war Juan Francisco Urquidi in Bogotá akkreditiert als Mary Bingham de Urquidi die Tochter Magdalena zur Welt brachte.
Mary Bingham de Urquidi arbeitete im Hospital Obrero in Cuatro Caminos
Von 1933 bis 1937 war Juan Francisco Urquidi Botschaftsrat in Madrid.

## Veröffentlichungen
- La tragedia de Macbeth. Translated by Juan F. Urquidi. Bogota: Tipografia Renacimiento, 1927

| Vorgänger                                   | Amt                                                                       | Nachfolger                        |
| ------------------------------------------- | ------------------------------------------------------------------------- | --------------------------------- |
| Roberto V. Pesqueira                        | Mexikanischer Botschafter in Washington 15. Mai 1914 bis 29. Oktober 1914 | Rafael Zubarán Capmany            |
| José Maximiliano Alfonso de Rosenzweig Díaz | Mexikanischer Botschafter in Bogotá 8. Oktober 1923 bis 21. November 1927 | Julio Madero González             |
| Julio Madero González                       | Mexikanischer Botschafter in San Salvador 5. Juni 1928 bis 16. März 1930  | Francisco de Asís de Icaza y León |
| Fortunato Vega Ross                         | Mexikanischer Botschafter in Montevideo 30. Mai 1930 bis 11. Januar 1931  | Basilio Vadillo                   |
| Manuel Pérez Treviño                        | Mexikanischer Botschafter in Madrid 17. Dezember 1936 bis 1937            | Antonio Castro Leal               |